# The High Cost of Reduction
The High Cost of Reduction è un cortometraggio muto del 1913 scritto e diretto da Dell Henderson.

## Produzione
Il film fu prodotto dalla Biograph Company.

## Distribuzione
Distribuito dalla General Film Company, il film - un cortometraggio di 150 metri - uscì nelle sale cinematografiche USA il 20 gennaio 1913.